# 113415 Rauracia
113415 Rauracia è un asteroide della fascia principale. Scoperto nel 2002, presenta un'orbita caratterizzata da un semiasse maggiore pari a 3,9846780 UA e da un'eccentricità di 0,2595507, inclinata di 11,16067° rispetto all'eclittica.